# Baía dos Golfinhos
Die Baía dos Golfinhos ist eine Bucht auf der brasilianischen Insel Fernando de Noronha.
Der Archipel trägt den Titel Weltnaturerbe unter anderem wegen der dortigen, weltweit einzigartigen Ansammlung von Delphinen. Er ist Paarungs- und Ruhestätte der Ostpazifischen Delfine (Stenella longirostris). Weltweit ist kein Platz bekannt, an dem mehr Delfine zusammen leben. Mitarbeiterinnen der Stiftung Golfinho Rotador, dessen Hauptsponsor der brasilianische Erdölkonzern Petrobras ist, überwachen von Sonnenaufgang bis Sonnenuntergang die Bucht und notieren die Anzahl der ein- und ausschwimmenden Tiere. Es wurden bereits über 1000 Tiere hier gezählt.
Der Zugang zur Bucht ist strengstens verboten und durch Bojen und Seile abgegrenzt. Beste Zeit  zur Beobachtung der Delphine sind die frühen Morgenstunden, wenn sie von der Jagd in die Bucht zurückkehren.